# Helminthopsis allansoni
Helminthopsis allansoni is een keversoort uit de familie beekkevers (Elmidae). De wetenschappelijke naam van de soort werd in 1967 gepubliceerd door Joseph Delève.